# Вади ас-Салам
Вади ас-Салам (араб. وادي السلام‎); Долина мира) — гигантское шиитское кладбище, куда свозят для захоронения покойных не только со всего Ирака, но и из других стран, где распространён шиизм. Расположено в священном для шиитов иракском городе Ан-Наджаф. 

Панорама кладбища Вади ас-Салам

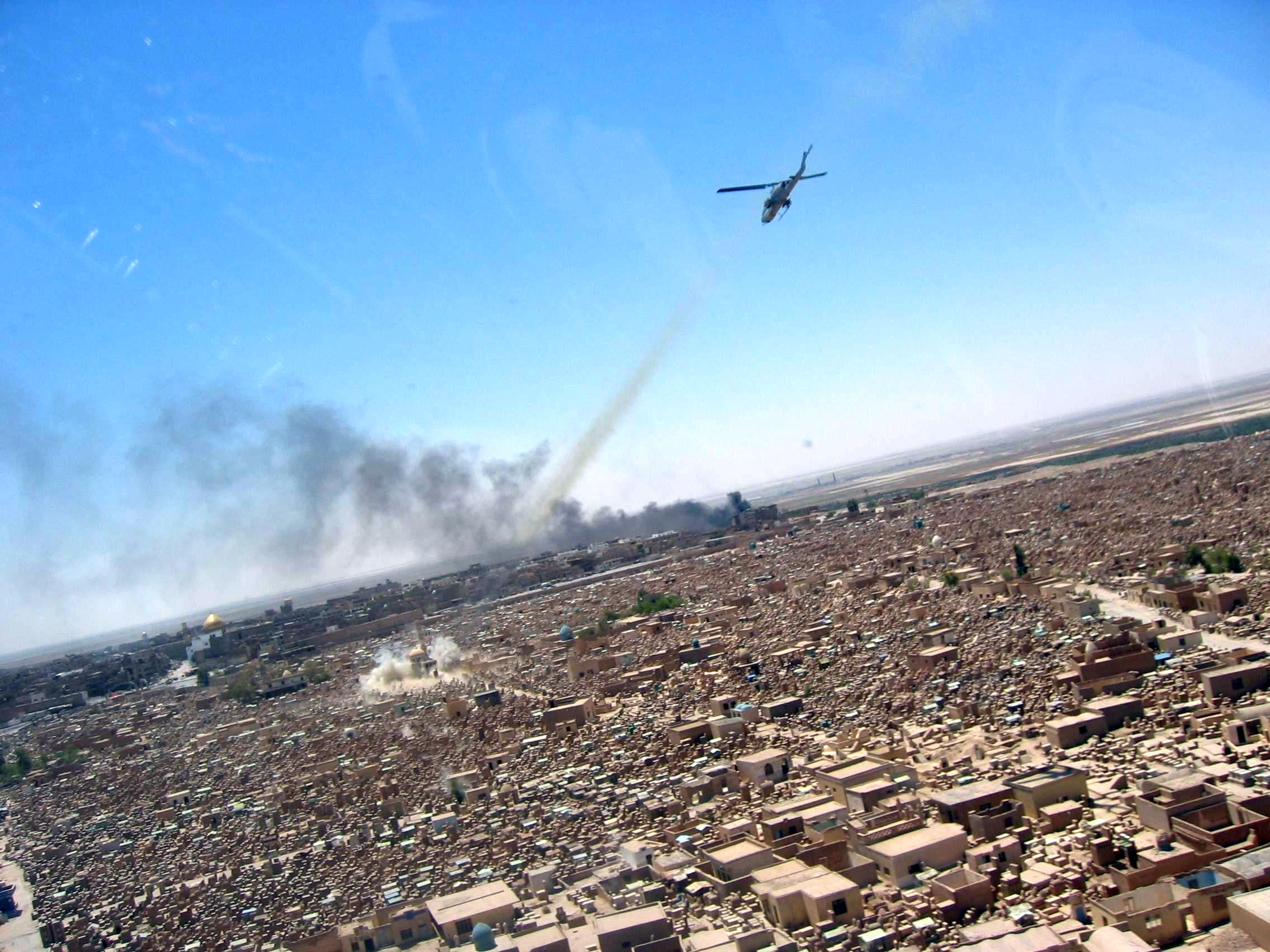
Вертолёт AH-1 Super Cobra Корпуса морской пехоты США атакует миномётную позицию противника, август 2004

Вади ас-Салам — самое большое кладбище в мире. Для шиитов считается почётным быть похороненным рядом с имамом Али, в ожидании Судного дня. Здесь же, по преданиям, находятся могилы нескольких исламских пророков, в частности, Худа и Салиха.
По некоторым оценкам, во время войны в Ираке на кладбище происходило от 200 до 250 захоронений в день, в 2010 году эта цифра снизилась до 100. Кладбище занимает площадь 601,16 гектаров (6,01 км²), и содержит более 5 миллионов захоронений. Погребения совершаются ежедневно уже на протяжении 1400 лет. Внесено в предварительный список объектов всемирного наследия ЮНЕСКО.
На кладбище похоронено много известных мусульман, в частности, в центре его находится могила Али ибн Абу Талиба, четвёртого халифа; недалеко от неё захоронены великий аятолла Мухаммад Бакир ас-Садр и его сестра Амина ас-Садр. Некоторые шииты считают, что двенадцатый имам появляется возле мечети Вади ас-Салам каждый четверг во время намаза на закате.
Во время американского вторжения в Ирак местные вооружённые формирования использовали могилы как убежище, а также устраивали там скрытые позиции миномётов, вследствие чего кладбище подвергалось регулярным обстрелам, в том числе с воздуха.